# 科拉佐内
科拉佐内（義大利語：Collazzone），是意大利佩鲁贾省的一个市镇。总面积55.81平方公里，人口3506人，人口密度62.8人/平方公里（2009年）。ISTAT代码为054014。